# Linn Svahnová
Linn Svahnová, nepřechýleně Linn Svahn (* 9. prosince 1999 Lycksele) je švédská běžkyně na lyžích.

## Sportovní kariéra
V běhu na lyžích je hlavně specialistkou na sprinterské tratě, ale ve Světovém poháru dokázala v sezóně 2020/21 vyhrát i ve dvou distančních závodech na 10 km. V sezóně 2020/21 vyhrála čtyři z pěti sprinterských závodů Světového poháru, do kterých nastoupila, a byla hlavní favoritkou sprinterského závodu na Mistrovství světa v Oberstdorfu. Ovšem na šampionátu vypadla v semifinále a obsadila až 11. místo, z čehož byla velmi zklamaná. Podle manažera švédského týmu Anderse Byströma její přípravu před Mistrovstvím narušilo zranění ramene, které utrpěla v závodu Světového poháru v Ulricehamnu, kvůli němuž musela polevit v tréninku.

## Výsledky

### Výsledky ve Světovém poháru
| Sezóna  | Věk | Sezónní výsledky | Sezónní výsledky | Sezónní výsledky | Sezónní výsledky | Výsledky na Ski Tour | Výsledky na Ski Tour | Výsledky na Ski Tour | Výsledky na Ski Tour |
| Sezóna  | Věk | Celkově          | Distance         | Sprinty          | U23              | Nordic Opening       | Tour de Ski          | Ski Tour 2020        | WC Final             |
| ------- | --- | ---------------- | ---------------- | ---------------- | ---------------- | -------------------- | -------------------- | -------------------- | -------------------- |
| 2018/19 | 19  | 99.              | —                | 65.              | —                | —                    | —                    | —                    | —                    |
| 2019/20 | 20  | 16.              | 39.              | 1.               | 2.               | —                    | —                    | 31.                  | —                    |
| 2020/21 | 21  | 7.               | 14.              | 3.               | 1.               | 7.                   | 14.                  | —                    | —                    |
| 2022/23 | 23  | 53.              | 67.              | 30.              | –                | —                    | –                    | —                    | —                    |
| 2023/24 | 24  |                  |                  | 1.               | –                | —                    | 6.                   | —                    | —                    |

### Výsledky na MS
| Rok  | Věk | 10 km | 15 km skiatlon | 30 km hromadný start | sprint | 4 × 5 km štafeta | sprint dvojic |
| ---- | --- | ----- | -------------- | -------------------- | ------ | ---------------- | ------------- |
| 2021 | 21  | —     | —              | —                    | 11.    | —                | —             |
| 2023 | 23  | —     | 16.            | 4.                   | 4.     | —                | —             |